# Hans Dahl (pittore)
Hans Dahl (Granvin, 19 febbraio 1849 – Balestrand, 27 luglio 1937) è stato un pittore norvegese, noto principalmente per i suoi paesaggi.

## Biografia
Dahl nacque a Granvin, nella odierna contea di Vestland.
Dopo un periodo di servizio militare, Hans studiò arte presso Karlsruhe e Düsseldorf, dove ebbe come insegnante il pittore Hans Gude.
Nel 1902 fu nominato cavaliere dell'ordine di Sant'Olav.
Visse a Berlino fino al 1919, anno di morte dell'omonimo figlio. 
In seguito rimpatriò definitivamente per trasferirsi a Balestrand.

## Arte
La prima esibizione di Hans Dahl fu tenuta a Düsseldorf nel 1876. 
Il pittore, che dal 1888 visse in Germania, faceva ritorno in Norvegia ogni estate per trarre spunto per i suoi lavori. Egli divenne infatti celebre per i suoi ritratti di paesaggi e fiordi del suo paese d'origine, e riassunse i principi della sua arte nel libro Malerne og publikum (Arti e pubblico), dove espresse il suo desiderio di produrre opere che non fossero elitarie, ma al contrario dirette ad una vasta comprensione.

## Galleria d'immagini

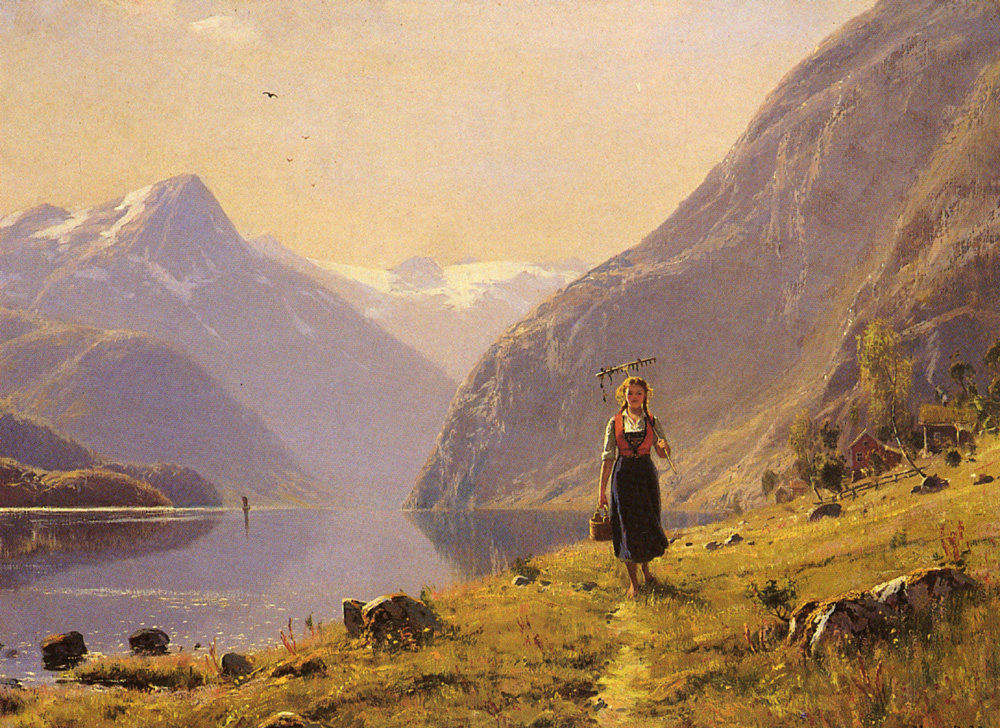
Vicino al fiordo
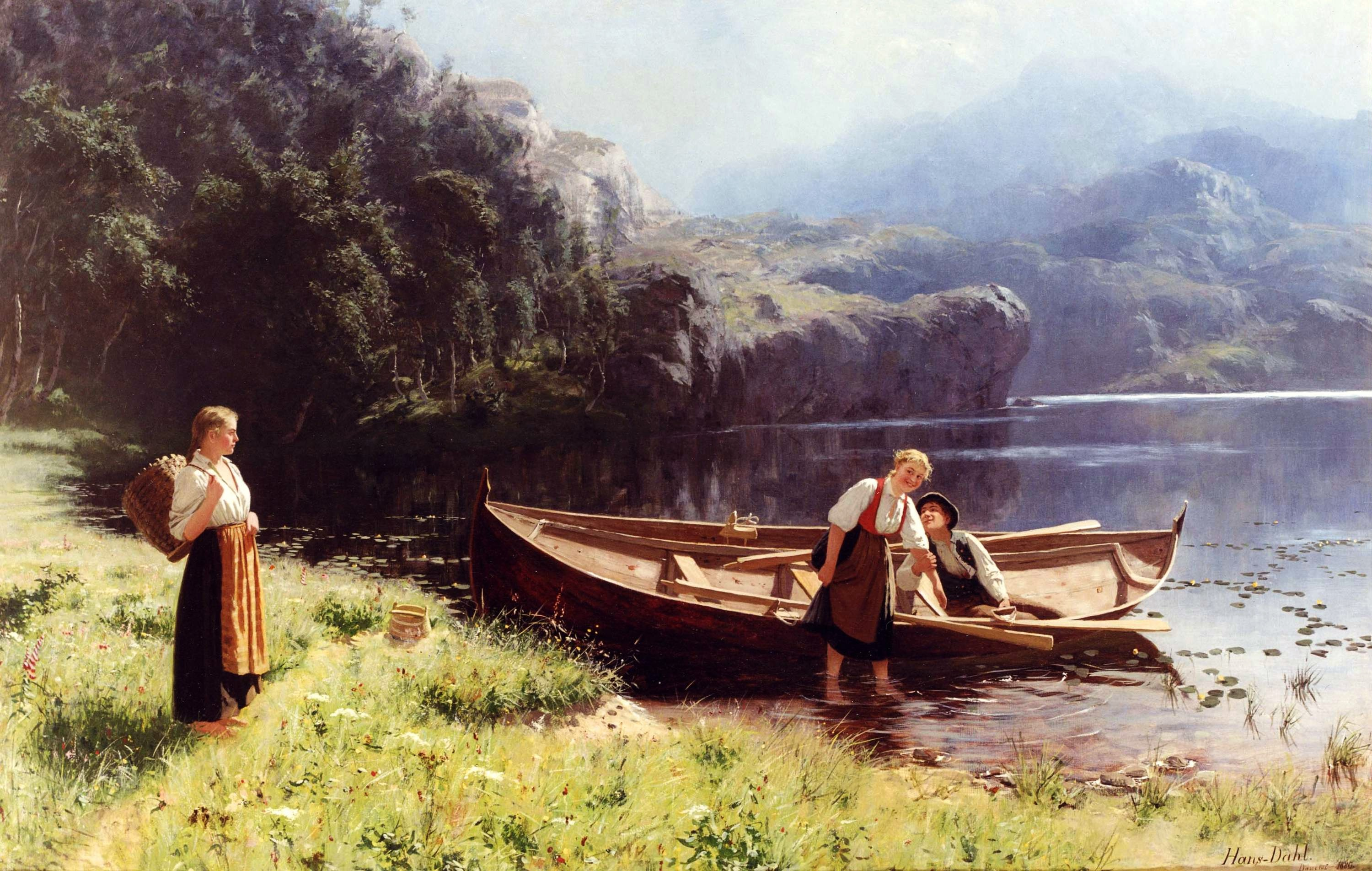
Sul limite dell'acqua
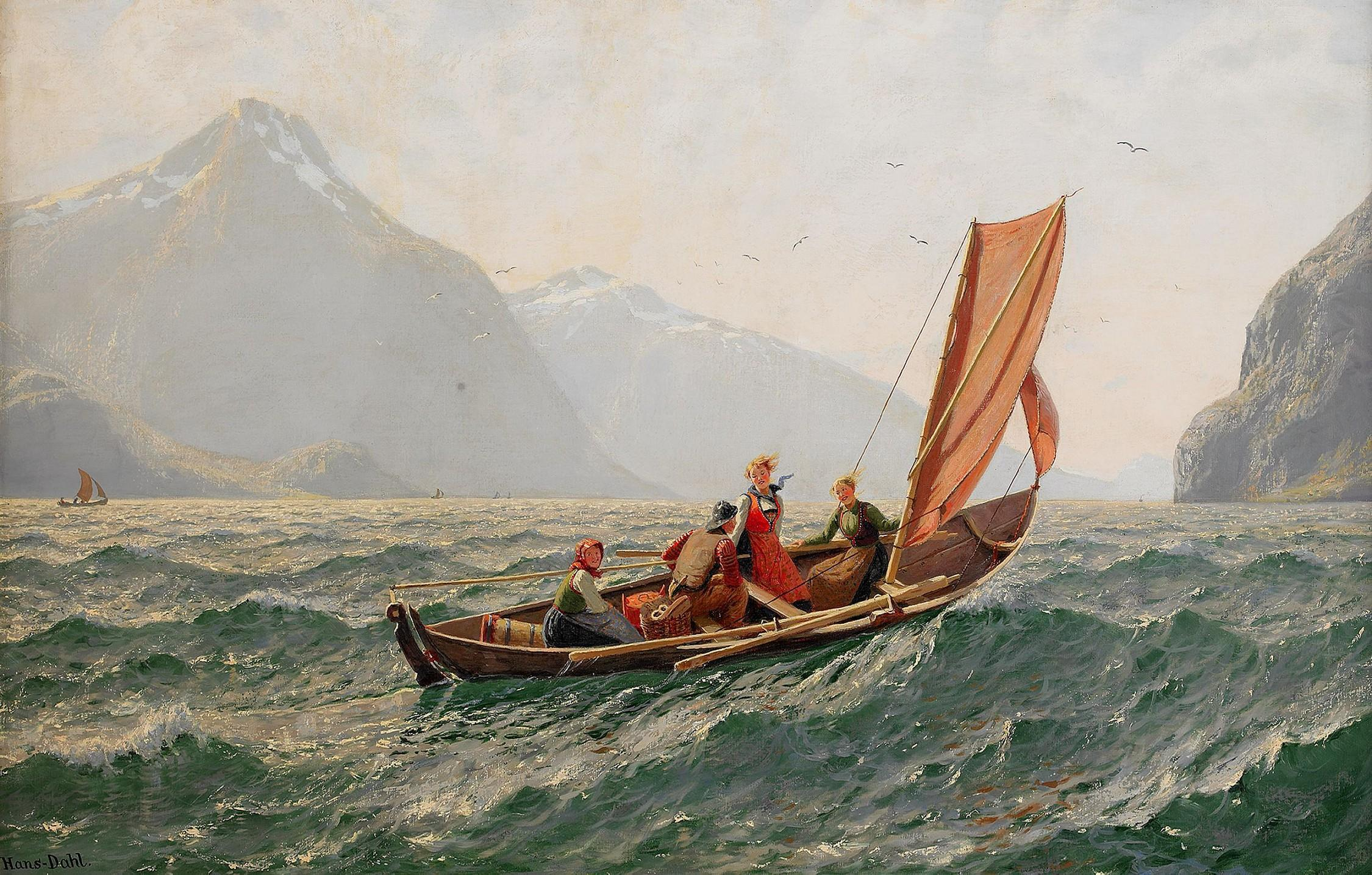
Fiordo con barca che salpa
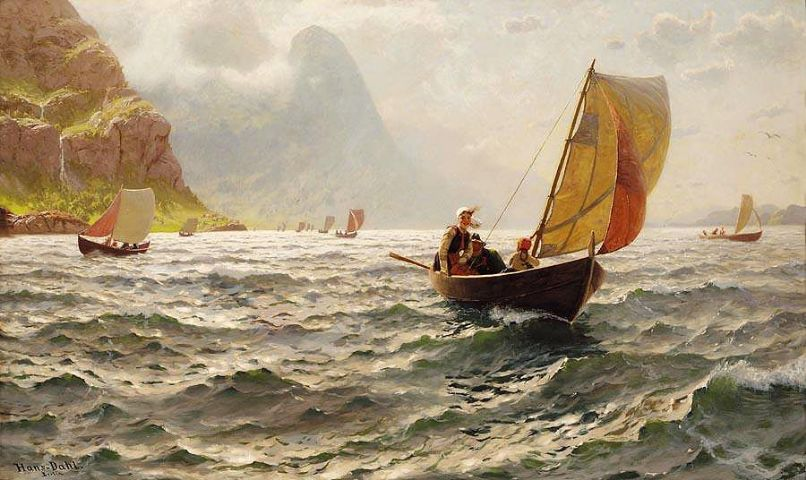
Sopra onde soleggiate
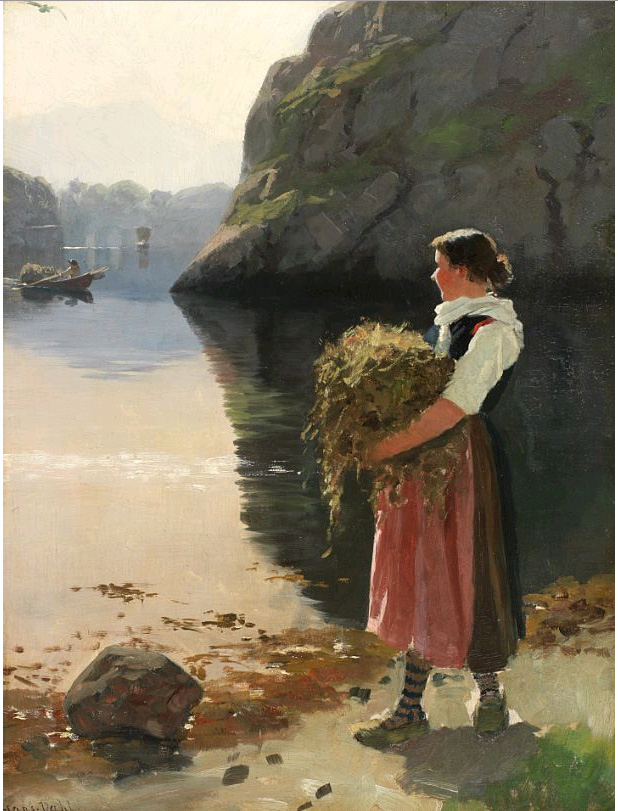
Trasporto di fieno
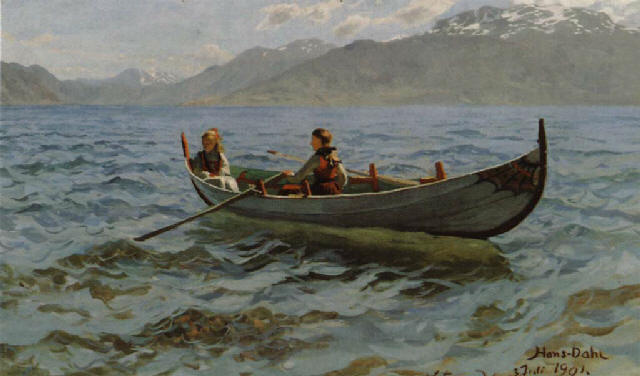
Navigando a Balestrand
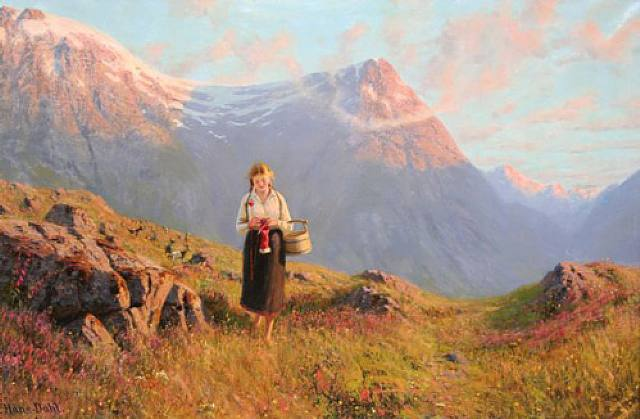
Sulla cima della montagna
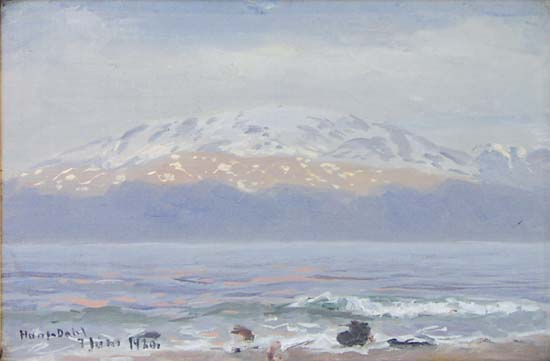
Il Sognefjord vicino alla casa estiva a Balestrand